# Tibouchina hassleri
Tibouchina hassleri är en tvåhjärtbladig växtart som beskrevs av Célestin Alfred Cogniaux. Tibouchina hassleri ingår i släktet Tibouchina och familjen Melastomataceae. Inga underarter finns listade i Catalogue of Life.